# GeoServer

GeoServer(지오서버)는 지리공간 데이터를 공유하고 편집할 수 있는 자바로 개발된 오픈 소스 GIS 소프트웨어 서버이다. 상호운용성을 전제로 개발되었기 때문에, 개방형 표준을 사용하여 다양한 공간 데이터 소스를 서비스할 수 있게 한다.
GeoServer는 커뮤니티 기반 프로젝트이기 때문에, 전 세계의 개인과 기관의 다양한 그룹에 의해 개발, 테스트 및 지원된다.
GeoServer는 웹 맵 서비스(WMS) 뿐만 아니라 Open Geospatial Consortium(OGC) Web Feature Service(WFS), Web Coverage Service(WCS) 그리고 Web Processing Service(WPS) 표준에 대한 참조 구현이기도 하다. GeoServer는 지리공간 웹(GeoSpatial Web)의 핵심 컴포넌트를 구성한다.

## 목표
GeoServer는 자유 및 개방형 Spatial Data Infrastructure 내에서의 노드 역할을 목표로 한다. Apache HTTP Server가 HTML 게시를 위한 자유 및 개방형 웹 서버를 제공하는 것처럼, GeoSever는 지리공간 데이터에 대해 같은 역할을 수행하는 것이다.

## 포맷 지원
GeoServer는 다음을 포함하는 다양한 포맷을 지원한다:
- PostGIS
- Oracle Spatial
- ArcSDE
- DB2
- MySQL
- Shapefiles
- GeoTIFF
- GTOPO30
- ECW, MrSID
- JPEG2000

GeoServer의 확장팩을 이용하면 GDAL 라이브러리가 제공하는 더 많은 포맷을 사용할 수 있다.

## 주요 기능
- Web Map Service(WMS)
- Web Feature Service(WFS)
- WFS transactional profile (WFS-T)
- Web Coverage Service(WCS)
- Web Processing Service(WPS)
- Web Map Tile Service(WMTS)
- Tile Map Service(TMS)

GeoServer는 표준 프로토콜을 이용하여 KML, GML, Shapefile, GeoRSS, PDF, GeoJSON, JPEG, GIF, SVG, PNG 등의 포맷을 출력할 수 있다.
또한, WFS transactional profile (WFS-T)를 통하여 데이터 편집이 가능하며, 데이터 미리보기를 위한 통합된 OpenLayers 클라이언트를 포함한다.
GeoServer는 이 외에도 KML을 이용한 Google Earth의 네트워크 링크 기능을 통해 지리공간 데이터를 발행할 수 있다. 사용자 정의 팝업, 시간 및 고도 시각화, "super-overlays"를 포함한 Google Earth의 고급 기능을 지원한다.
GeoServer는 GIS 라이브러리인 GeoTools를 기본으로 사용한다.

## 활용
- MassGIS (Massachusetts state GIS)
- TriMet (Transit agency for Portland, Oregon)
- Ordnance Survey (National Mapping Agency of the UK)
- Institut Géographique National (National Mapping Agency of France)
- GBIF (Global Biodiversity Information Facility)
- 세계은행
- Global Earthquake Model
- FAO (Food and Agriculture Organization of the United Nations)
- New York City Department of Information Technology and Telecommunications
- TeamSurv 보관됨 2020-12-29 - 웨이백 머신

## 아키텍처
GeoServer는 REST 서비스의 프레임워크로 Restlet을 사용한다. 내장된 Jetty (web server) 내장 서버를 제공하지만, 일반 servlet container도 지원한다. TileCache와 유사한 Java 기반 캐싱 컴포넌트인 GeoWebCache가 통합되어 있으나 독립적으로 활용이 가능하다.

## 같이 보기
- KML
- GeoJSON
- GPX

## 참고
1. ↑  “Release 2.27.1”. 2025년 5월 14일. 2025년 5월 25일에 확인함.
2. ↑  “GeoWebCache”. 2010년 4월 5일에 원본 문서에서 보존된 문서. 2010년 3월 26일에 확인함.